# 疏花马先蒿
疏花马先蒿（学名：Pedicularis laxiflora）是列当科马先蒿属的植物，是中国的特有植物。分布于中国大陆的四川东部。